# مشروع الكونيكتوم البشري
مشروع الكونيكتوم البشريّ (HCP) هو مشروع مدته خمس سنوات برعاية ستة عشر مكونًا من المعاهد الصحة الوطني، مقسمة بين اتحادين من المؤسسات البحثية. إنطلق المشروع في يوليو 2009 كأول التحديات الثلاثة الكبرى لمخطط المعاهد الوطنية للصحة لأبحاث علم الأعصاب. في 15 سبتمبر 2010، أعلنت معاهد الصحة الوطنية أنها ستقدم منحتين: 30 مليون دولار على مدى خمس سنوات إلى كونسورتيوم بقيادة جامعة واشنطن في سانت لويس وجامعة مينيسوتا، بمساهمات قوية من جامعة أكسفورد (FMRIB) وأكثر من 8.5 مليون دولار. على مدى ثلاث سنوات في كونسورتيوم بقيادة جامعة هارفارد ومستشفى ماساتشوستس العام وجامعة كاليفورنيا لوس أنجلوس.

## روابط خارجية
- الموقع الرسمي لمشروع Connectome البشري
- موطن مشروع كونيكتوم البشري لاتحاد هارفارد / MGH-UCLA
- "The Human Connectome Project"، NIH Blueprint، سانت لويس: مدرسة طب جامعة واشنطن، مؤرشف من الأصل في 2024-12-20، اطلع عليه بتاريخ 2013-02-16
- "The Human Connectome Project"، Neuroinformatics Research Group، سانت لويس: مدرسة طب جامعة واشنطن، مؤرشف من الأصل في 2014-12-18، اطلع عليه بتاريخ 2013-02-16
- The Human Connectome Project NIH Blueprint for Neuroscience Research
- مشروع NITRC Human Connectome (HCP) في Neuroimaging Informatics Tools and Resources Clearinghouse (NITRC)

مشاريع الكونيكتوم ذات الصلة
- الموقع الشامل لجميع أعمال مشروع Connectome البشري الممول من المعاهد الوطنية للصحة
- افتح مشروع Connectome
- لعبة على الإنترنت لتتبع الخلايا العصبية في شبكية العين EyeWire ، وهو مشروع تم تطويره من قبل معهد ماساتشوستس للتكنولوجيا ومعهد ماكس بلانك للأبحاث الطبية
- تطوير مشروع الاتصال الشبكي البشري يهدف مشروع تطوير شبكة الاتصال البشرية ، وهو مشروع تقوده كلية كينجز كوليدج لندن وإمبريال كوليدج لندن وجامعة أكسفورد ، إلى إحراز تقدم علمي كبير من خلال إنشاء أول شبكة عصبية رباعية الأبعاد في الحياة المبكرة.

تصريحات صحفية
- Purdy، Michael (15 سبتمبر 2010). "$30 million project will map the brain's wiring" (Press release). سانت لويس: مدرسة طب جامعة واشنطن. مؤرشف من الأصل في 2016-01-09. اطلع عليه بتاريخ 2012-02-16.
- Asher، Jules (29 مارس 2012). "Brain wiring a no-brainer?" (Press release). معاهد الصحة الوطنية الأمريكية. مؤرشف من الأصل في 2015-10-04. اطلع عليه بتاريخ 2013-02-16. Scans reveal astonishingly simple 3D grid structure — NIH-funded study

تقارير الأخبار
- Mitra، Partha (22 مايو 2012)، The Brain's Highways: Mapping the Last Frontier، ساينتفك أمريكان، اطلع عليه بتاريخ 2013-02-16، Are neurons organized like roads?
- Dillow، Clay (16 سبتمبر 2010)، The Human Connectome Project Is a First-of-its-Kind Map of the Brain's Circuitry، بوبيولار ساينس، مؤرشف من الأصل في 2024-09-17، اطلع عليه بتاريخ 2013-02-16
- $30 million project will map the brain's wiring، The Medical Daily، 16 سبتمبر 2010، اطلع عليه بتاريخ 2013-02-16[وصلة مكسورة]
- Gustin، Georgina (8 أكتوبر 2010)، Brain mapping study centered in St. Louis، صحيفة سانت لويس بوست ديسباتش  [لغات أخرى]‏، مؤرشف من الأصل في 2024-11-30، اطلع عليه بتاريخ 2013-02-16{{استشهاد}}:  صيانة الاستشهاد: علامات ترقيم زائدة (link)